# I ragazzi di Torino sognano Tokyo e vanno a Berlino
I ragazzi di Torino sognano Tokyo e vanno a Berlino è un film italiano del 1986 diretto da Vincenzo Badolisani.

## Trama
Vincenzo e Luciano sono due amici torinesi, con la passione per il Giappone, che hanno in mente di organizzare uno spettacolo musicale con il nome "granita elettronica". Per riuscire nel loro intento decidono di radunare il loro gruppo di amici per avere sostegno e collaborazione. Vengono chiamati quindi Laura per occuparsi delle musiche, Viviana per curare le scenografie e Colbi per i testi. I problemi però non tarderanno ad arrivare a cominciare dal precario equilibrio dei due fidanzati Luciano e Viviana, ai problemi esistenziali di Colbi fino ad arrivare a Vincenzo che a un certo punto decide di lasciare Torino e partire per Berlino.

## Produzione
Vincenzo Badolisani (conosciuto anche come Renzo) ha iniziato la realizzazione del film nei primi anni ottanta fino a quando, per mancanza di fondi, è stato costretto a bloccarsi. Arrivato il sostegno di Roberto Faenza e della Cooperativa Jean Vigo riesce finalmente a terminarlo per l'inizio del 1986.

### Riprese
Il film è stato interamente girato nella città di Torino e per alcune scene nella sua provincia.

### Colonna sonora
La trama del film è basata prevalentemente sulla passione dei protagonisti per la musica elettronica pertanto nella colonna sonora sono presenti molti brani new wave e post punk.

#### Tracce
1. Intelligence Dept. - Sleeping City - 6:26
2. Plastic Trash - All Before You - 4:52
3. Go Flamingo - Sonic Beat - 3:12
4. N.O.I.A. - Try And See - 7:46
5. Kirlian Camera -  Edges - 3:50
6. A.I.M. - So Evil (Close To The Edge) - 4:43
7. Gaznevada -  Blue TV Set - 3:10
8. Kirlian Camera - Blue Room - 4:48
9. N.O.I.A. - Do You Wanna Dance? - 6:20
10. Funky Family - Funky Is On - 6:20
11. Tuxedomoon - Prelude - 1:20
12. Stray King - Mirror Life - 3:25
13. Monuments -  Ice Age - 4:12
14. EP4 -   Many Thank To Grinskip In Thang
15. Mauvis -   Gheishe
16. Ancien Régime -   Blind's Race
17. Giuseppe Verdi -   Rigoletto

## Distribuzione
Il film è stato distribuito nelle sale cinematografiche italiane il 16 maggio del 1986.

### Edizioni home video
Per il circuito home video è stata distribuita una videocassetta VHS della General Video.

## Accoglienza

### Critica
"È esemplare (il regista si definisce 'integrato metropolitano') anche la golosa e precipitosa commistione culturale del mondo dei Ragazzi. Un insieme di tradizionalismo, anarchismo, pensiero debole, vittimismo, transavanguardia, nostalgie di ordine (Tokyo) e di comunità (Berlino).È la storia di due amici, Vincenzo e Luciano, che stanno allestendo uno spettacolo sulle suggestioni giapponesi; ma l'amore aggressivo di Cristina Giachino minaccia di dividerli; per fortuna scappano insieme a Berlino sfuggendo alla forza della femminilità, ristabilendo almeno ideologicamente un dominio virile e omosessuale). È molto scabra e naive la prima parte, più furba e articolata la seconda. Fa un certo effetto il doppiaggio professionale, certe cose son di troppo, come la prostituta espressamente bolognese. Anche l'artista Mercurio ha uno strano accento, ma il lato più interessante del personaggio è che si eccita con le foto del critico d'arte Bonito Oliva nudo. Quanto a Cristina Giachino ha anche un vantaggio su Stefania Sandrelli: l'età."